# 东南大学成贤学院
东南大学成贤学院，是东南大学举办的普通全日制本科独立学院，具有独立法人资格，实行董事会领导下的院长负责制。